# 人によって引き起こされた核爆発以外の大爆発一覧
人によって引き起こされた核爆発以外の大爆発一覧（ひとによってひきおこされたかくばくはついがいのだいばくはついちらん）は、人為的な関与がある核爆発以外の爆発事故の一覧。
- 規模の大きなもの、多数の死者を出したもの、メディアで大きく取り上げられたものなどを列挙する。ただし、戦争、テロリズム、暗殺などのように特定・不特定を問わず人を殺傷する目的で故意に発生させられた爆発は掲載しない。なお、爆発物の量が爆発の規模に必ずしも相関するものではなく、また爆発の規模が小さくても被害が大きいものや、爆発の規模・被害が小さくてもメディアに大きく取り上げられたものも掲載対象として含まれる場合があり、爆発の規模に関する正確な順位付けを行うものではない。
- 落雷などの自然現象が引金となって倉庫などの人工物が爆発したようなものを含む。ツングースカ大爆発のように、全く人が関与していないとされるようなものは含まない。

## 1900年代以前
王恭廠大爆発（1626年5月26日）
中国の明朝時代に北京郊外にあった造兵廠兼火薬庫である王恭廠が大爆発し2万人以上が死亡した。
デルフト大爆発（1654年5月18日）
オランダのデルフトで火薬庫に蓄えられていた40tの火薬が爆発、市街の大部分が破壊された。約1,200人が死亡し、1,000人以上の負傷者が出た。
大坂城大爆発（1660年7月25日）
大坂城の焔硝蔵に落雷、火薬82tが爆発し29人が死亡、天守や御殿などが損壊。城外でも3名死亡、家屋千数百棟が倒壊。
ブレシア・聖ナザロ教会爆発事故（1769年8月18日）
イタリアのブレシアにある聖ナザロ教会に落雷、通廊に保管されていた80トンの火薬に引火して爆発、都市の1/6が破壊され、3,000人の死者を出す大事故となった。この事故がきっかけでローマカトリック教会は各教会の尖塔に避雷針を立てることを許可することとなる。
ナナイモ鉱山爆発事故（1887年5月3日）
カナダのブリティッシュコロンビア州バンクーバー島にあるナナイモ鉱山第1炭坑で、おそらく爆薬を仕掛ける際に何らかの不手際により爆発炎上。炭坑は丸一日炎に包まれ、炭坑夫150名が死亡した。犠牲者のうち53名は中国人労働者だった。

## 1910年代
方城大非常（1914年12月15日）
日本の筑豊炭田で起きた日本最大の炭鉱爆発事故。死者671名。
ブラック・トム大爆発（1916年7月30日）
ニュージャージー州ジャージーシティでジョンソン17号はしけが爆発。これにはヨーロッパへと運ばれる予定の爆発物1,000tが積まれていた。この爆発で自由の女神像が損傷を受け、数名の死者と約100名の負傷者が出た。原因は、軍需品の補給を阻止しようとしたドイツの工作員が放火したことによる。1953年にはドイツ側がこの事件に関して責任を認め、9,500万ドルの賠償金を支払うことに同意した。
ハリファックス大爆発（1917年12月6日）
カナダのハリファックス港で200トンのTNTとその他数百トンの爆発物を積んだフランス船「モンブラン」が衝突事故の結果、午前8時48分に火災を起こし、17分後に爆発した。1,800名以上が死亡、8,000名以上が負傷し、さらにそれ以上の人が家を失った。

## 1920年代
オッパウ大爆発（1921年9月21日）
ドイツのオッパウ（現・ルートヴィヒスハーフェン・アム・ライン）のBASF社工場で山積みで保管されていた、4,500トンの硫酸アンモニウムと硝酸アンモニウムが爆発。爆発の規模はTNT火薬で1,250トン程度と推定される。爆発原因は通常手続きとして行われていた、固まった粉末を爆薬で粉砕する作業が、この時だけ誘爆を招いたことだった。死者数は情報源により大きく異なり、430人、561人、600人、1000人以上、などと分かれる。この中には、現地から5キロメートル離れたマンハイムでの死者も含まれる。被害は70キロメートル離れたフランクフルトにまで及び、爆音は200キロメートル以上離れたバイロイトでも聞こえた。
小樽爆発事故（1924年12月17日）
小樽駅構内の波止場で、爆薬13トンをはしけから貨車に積み替えている最中に爆発。死者・行方不明者85人、負傷者264人。

## 1930年代
ニューロンドンハイスクールガス爆発（1937年3月18日）
アメリカ合衆国テキサス州ニューロンドンのハイスクールでガス漏れから爆発。生徒311名が死亡。これをきっかけとして天然ガスに着臭してガス漏れを発見しやすくするようになった。
ヒンデンブルク号爆発事故（1937年5月6日）
アメリカ合衆国ニュージャージー州レイクハースト海軍飛行場で発生した、ドイツの硬式飛行船・LZ129 ヒンデンブルク号の爆発・炎上事故。36名が死亡した。
禁野火薬庫爆発事件（1939年3月1日）
大阪府枚方市（事件当時は枚方町）禁野の陸軍禁野火薬庫で起こった爆発事故。砲弾の解体作業中に発火、倉庫内の弾薬に引火し爆発。近隣集落も飛散した砲弾等によって延焼し94名が死亡、602名が負傷した。

## 1940年代

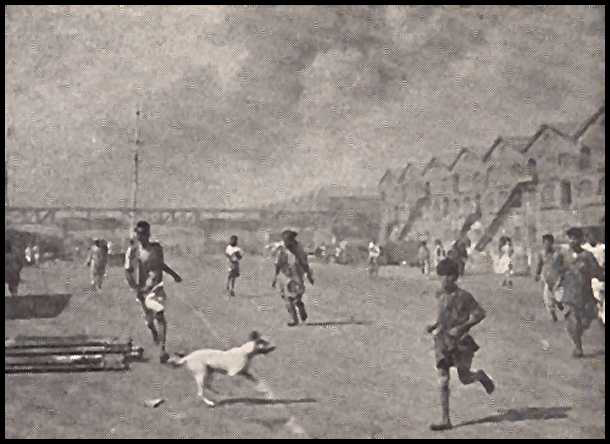
爆発直後に埠頭から避難するムンバイ住民

テッセンデルロー肥料工場爆発事故（1942年4月29日）
ベルギーのテッセンデルローにあるテッセンデルロー化学社の肥料工場で、野積みされていた塩化カリウムの山をダイナマイトで崩そうとして誤って硝酸アンモニウムの山を爆発させてしまった事故。硝酸アンモニウム150トンが爆発し、工員と市民合わせて189人が死亡した。
横浜港ドイツ軍艦爆発事件（1942年11月30日）
横浜港内で起こった爆発事故。ドイツのタンカー・ウッカーマルクが、船倉清掃作業中に火災を起こし、近くの停泊していたドイツの仮装巡洋艦トール他2隻を巻き込んで爆発。ドイツ兵を中心に102名の犠牲者を出し、横浜港内の設備が甚大な被害を受けた。
戦艦陸奥爆沈事件（1943年6月8日）
広島湾沖柱島泊地で、戦艦陸奥の錨地変更のための作業を行おうとしていたところ、突然に煙を噴きあげて爆発を起こし、一瞬にして沈没した。陸奥の乗員1,121名が死亡した。
ボンベイ埠頭大爆発（1944年4月14日）
ボンベイのヴィクトリア埠頭で荷下ろし中のリバティ船フォート・スティキーンで火災が発生。さまざまな物資（綿や油などの可燃物を多く含む）とともに積み込まれていた1,400トン近い各種爆発物に引火し、2回の爆発が起きた。爆発で起きた飛び火による二次火災がおよそ800メートルの範囲で発生。消火能力の低さから火災は2日間つづき、付近に停泊中の船26隻中22隻が失われた。公式集計で233人が死亡、476人が負傷。他の報告では少なくとも350人が死亡、1,800人が負傷、50,000人が家を失った。死者行方不明者合計で900人とする報告もある。
ポートシカゴの惨事（1944年7月17日）
カリフォルニア州ポートシカゴで汽船E.A.ブライアン号が爆発した。爆発は、ヨーロッパへと運ぶ予定の弾薬を積み込んでいる最中に起きた。高性能爆薬・焼夷弾・爆雷をはじめとする弾薬4,606tがすでに積み込まれており、貨車上で待機していた残りの429tとともに爆発。これにより船員320名が死亡し、390名が負傷した。死者のうち202名はアフリカ系で、これは第二次世界大戦で死亡したアフリカ系アメリカ人の15%にあたる。
給兵艦マウント・フッド爆発事故（1944年11月10日）
アドミラルティ諸島マヌス島のゼーアドラー湾で弾薬補給活動を行っていた給兵艦マウント・フッドが爆発事故を起こし、乗員350名が死亡したほか、港内にいた艦艇多数が爆発に巻き込まれて損傷し数百名が死傷する惨事となった。正確な原因は確定できなかったが、アメリカ海軍はマウント・フッドに積まれていた弾薬の不適切な管理が原因と推定している。
フォールド大爆発（1944年11月27日）
イングランド中部スタフォードシャー州にあるイギリス空軍のフォールド基地で発生した、イギリス本土では最大の非核爆発。地下で保管されていた数千トンの爆発物、TNT換算でおよそ2,400トンから2,800トン相当の爆発が起きた。原因は爆弾の修理作業中に、使用が禁止されていた金属製工具の使用で火花が生じ、それが爆弾を爆発させて周囲の誘爆を招いたと推測されている。地下爆発でエネルギーの大半が土に吸収されたこと、および人口の少ない農村地帯だったことから死者は70人（ほか、牛200頭）にとどまった。
沖縄県営鉄道輸送弾薬爆発事故（1944年12月11日）
沖縄県島尻郡南風原村の沖縄県営鉄道糸満線喜屋武駅 - 稲嶺駅間で兵員と武器弾薬を積んだ6両編成の列車が走行中に爆発。この事故で列車に乗っていた兵士210人前後、女学生8人、乗務員3人の合わせて約220人が犠牲となった。
玉栄丸爆発事故（1945年4月23日）
鳥取県西伯郡境町（現・境港市大正町）の岸壁で火薬を陸揚げ中だった旧日本軍の徴用船「玉栄丸（たまえまる）」（937トン）が爆発。その後の誘爆によって周辺の家屋431戸が倒壊焼失し、115人が死亡、309人が負傷。陸揚げの途中での休憩中に上等兵が投げ捨てたタバコが火薬に引火したのが原因。
東安駅爆破事件（密山駅爆破事件とも 1945年8月10日）
南満州鉄道東安駅で、関東軍が撤退に当たって弾薬を爆破処分。安全確認を怠ったため、ソ連軍進撃により満州を脱出しようとした満蒙開拓移民のグループが巻き込まれる。死亡・行方不明136人以上。
二又トンネル爆発事故（1945年11月12日）
福岡県田川郡添田町にあった日田彦山線未開通区間の二又トンネルに旧日本軍が保管していた約530tの弾薬を進駐軍の監督下で処分しようとしたところ爆発。トンネルの上の山が吹き飛ばされ、周辺住民147名が死亡、149名が負傷した。
テキサスシティ大災害（1947年4月16日）
テキサス州テキサスシティの港でリバティ船グランドキャンプが午前9時12分に爆発。この船には2,280トンの硝酸アンモニウムが積まれていた。更に約14時間後、別の船ハイフライヤーが爆発。こちらには860トン～960トンが積載されていた。ただし、それぞれ実際に爆発した量は不明である。10年後の最終集計によれば560人が死亡、3500人が負傷。1回目の爆発で救急隊員以外は退去していたため、2回目の爆発被害は死者1名と負傷者50～100名にとどまった。
ヘルゴラント島（1947年4月18日）
イギリス海軍の技術者はヘルゴラント島全体を破壊することにより、島に残された旧ドイツ軍の防御設備を一挙に片付けようとした。「ブリティッシュ・バン」（あるいは「ビッグ・バン」）と呼ばれるこの計画では、第二次世界大戦で余剰した4,061t（一説には6,800t）の弾薬が島の各所に配置され、爆破された。防御設備の大部分は破壊されたが、島自体は残った。1952年に島はドイツに返還され、その後は修復を経て、現在では観光地となっている。

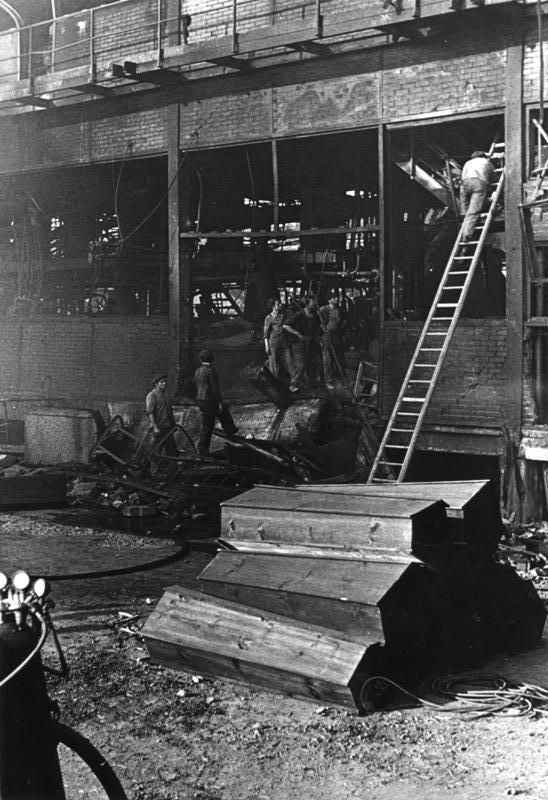
爆発事故直後のBASFルートヴィヒスハーフェン工場

ルートヴィヒスハーフェン爆発事故（1948年7月28日）
ドイツ・ルートヴィヒスハーフェンで操業中のBASF工場で、ジメチルエーテルを積載していたタンク車が爆発。周囲にあった溶剤や化学肥料・塗料に次々と誘爆し、ライン川を挟んだマンハイムにまで被害が及んだ。207人が死亡、3,818人が負傷。
伊江島米軍弾薬輸送船爆発事故（1948年8月6日）
米軍統治下の伊江島で、5インチロケット砲弾約5,000発（125t）を積載した米軍の弾薬輸送船が接岸時に爆発、死者107人、負傷者70人を出す米軍統治下で最大の事故となった。
プリュム火薬庫爆発事故（1949年7月15日）
ラインラント＝プファルツ州のプリュムでジークフリート線の爆破解体に使用する予定だった火薬が爆発、プリュム市街地はほぼ全壊し12人が死亡。

## 1950年代
鳴門市桑島岸壁魚雷大爆発（1951年1月29日）
徳島県鳴門市桑島海岸で、旧軍の魚雷、砲爆弾、1トン爆弾などを解体中に爆発。作業員ら100余人が重軽傷、家屋全壊20戸、半壊100戸。
東亜合成化学工業爆発事故（1952年12月22日）
愛知県名古屋市の化学工場において、硫酸アンモニウム水溶液廃液から硫酸アンモニウムを回収する工程で、回収後廃液に含まれる硝酸アンモニウムが濃縮され爆発した。死者数22名、重傷者数363名。工場・住宅など142棟が損壊。
カリ爆発（1956年8月7日）
南米コロンビアで大量のダイナマイトを積んだ車両が爆発し、1300人以上が死亡、4000人が負傷した。
リップル・ロック（1958年4月5日）
カナダのセイモア海峡では、長年にわたりリップル・ロックと呼ばれる岩山が船の航行の障害となっていた。この岩山は1958年4月5日、1,375tの爆薬により爆破除去された。
進化製薬工業爆発事故（1958年7月15日）
大田区雪ヶ谷の進化製薬工業で、錠剤室で使用されていたガスバーナーの火がベンゾール・アルコールに引火、爆発炎上して作業中の女子学生など12名が死亡・23名が負傷。

## 1960年代
ニェジェーリンの大惨事（1960年10月24日）
ソビエト連邦のバイコヌール宇宙基地でR-16大陸間弾道ミサイルの発射試験中にミサイルが爆発。初代戦略ロケット軍司令官のミトロファン・ニェジェーリン砲兵元帥をはじめとする100名以上（一説には約200名）が死亡した。爆発の炎は50km離れた地点からも観測できたと伝えられる。当時、この事故は政府によって秘匿され、1990年代になってようやく事故事実が公表された。
三井三池三川炭鉱炭じん爆発(1963年11月9日)
1963年11月9日午後3時12分、およそ1400人の労働者がいた三井鉱山三池鉱業所三川鉱第一斜坑から1.6km地点の斜坑で炭塵が爆発。石炭を満載したトロッコが火花を撒き散らし暴走、脱線し、炭塵が発生。それが引火爆発したのが原因。大量の一酸化炭素が発生し、爆死の20人以外は全て一酸化炭素中毒で亡くなった。死者458名、救出者940名、その内一酸化炭素中毒患者839名。
品川勝島倉庫爆発火災(1964年7月14日)
1964年東京オリンピックを控える中、敷地内に野積みされていたドラム缶入りニトロセルロースが発火、爆発した。また隣の倉庫内にあったシンナー、ラッカーにも引火。爆発炎上した。それから一時間後、消防隊員が集う中、敷地内の別の倉庫に無許可で保管されていた、プラスチック硬化剤メチルエチルケトンパーオキサイドが爆発し、消防隊・消防職員19人が殉職、100名以上の消防関係者が負傷する大惨事となった。倉庫20棟中10棟が全焼し、3時間半後に鎮火した。
セーラーハット作戦（1965年2月6日・4月16日・6月19日）
部分的核実験禁止条約締結後に行われた模擬核実験。核爆発の軍艦に与える影響を調査するためにハワイ・カホオラウェ島で3度に渡りTNT500トンを爆発させた。アメリカとカナダの軍艦計7隻が実験に用いられた。
フェイザン石油精製所爆発事故(1966年1月4日)
フランス・リヨン近郊ローヌ県フェイザンの石油精製所で液化石油ガスの大量漏出が発生、直ちに付近の高速道路が通行止になったものの並行する道路を通行していた自動車に引火し忽ちガスタンクが相次いで爆発。18人が死亡し84人が負傷。
N-1ロケット爆発（1969年7月4日）
バイコヌール宇宙基地で打上げ試験が行われたN-1ロケット（総重量約2,750t）2号機は発射台を離れた直後に爆発。死傷者数は不明（関連項目：ソ連の有人月旅行計画）。

## 1970年代
天六ガス爆発事故（1970年4月8日）
大阪府大阪市北区菅栄町（現・天神橋六丁目、通称：天六）、死者79名 / 負傷者420名
地下鉄谷町線天神橋筋六丁目駅工事現場で都市ガスが漏洩。引火・爆発し、多数の死傷者を出した。
フリックスボロー大爆発事故（1974年6月1日）
イギリス・リンカンシャー州フリックスボロー、死者28名 / 負傷者36名
ナイロン原料となるΕ-カプロラクタムを合成する工場でプラントの不具合から仮復旧中の後に再稼働したところ、ガスが空気中に噴出して爆発。セベソ事故と並んで化学工場での安全基準の策定に影響を与えた。
裡里駅爆発事故（1977年11月11日）
大韓民国（韓国）・全羅北道裡里市、死者59人 / 負傷者1343人
ダイナマイトなどの爆発物を輸送中の貨物列車が裡里駅に停車中に爆発。
ロス・アルファケス大惨事（1978年7月11日）
スペイン・カタルーニャ州タラゴナ県アルカナー、死者217人 / 負傷者200人以上
過積載状態のタンクローリーが、キャンプ場のそばを通過中、積荷の可燃性物質プロピレン23.47トンが爆発し、キャンプ場にいた多数のキャンプ客が爆発に巻き込まれ、大惨事となった。

## 1980年代
静岡駅前地下街爆発事故（1980年8月16日）
静岡県静岡市、死者15人 / 負傷者223人
静岡駅北口の地下街の飲食店で地下の湧水処理漕に溜まっていたメタンガスにガスコンロの火が引火しガス爆発が発生した。この爆発によりビル内の都市ガスの設備が破損し、都市ガスが漏洩して更に爆発、多数の死傷者を出した。事故後、地下街に関する保安基準が厳しくなり、1987年の川崎アゼリアまでしばらく新設が認められなかった。
シベリア横断ガスパイプライン大爆発（1982年6月）
ソビエト連邦・シベリア、死傷者なし
ガスのパイプラインが爆発。アメリカの情報機関の推定によると爆発の規模はTNT火薬で3kt相当だったとされるが、遠隔地での爆発だったため死傷者は出ていない。後に、CIAが故意に欠陥のあるシステムをソビエトに売り込んで爆発を起させたとの報道がなされたことがあった。これに対しパイプラインの計画責任者は、爆発の原因は単なる設計上のミスであるとして、CIA関与説を否定している。
ベントン爆発事故（1983年5月27日）
アメリカ合衆国テネシー州ベントン、死者11人 / 負傷者1人
ドリルのモーターの火花が火薬に引火し爆発、作業中の11人が即死したばかりか爆風によって近くで草刈りをしていた1人が重傷を負った。現場となった農場は家族経営で釣り餌の飼育をしていたと当局に届け出ていたが、実際には非合法の爆竹を製造しておりアルコール・タバコ・火器及び爆発物取締局が内偵捜査中だった。
つま恋ガス爆発事故（1983年11月22日）
静岡県掛川市、死者14人 / 負傷者27人
ヤマハレクリェーションつま恋で営業中の飲食施設の満水亭（たまりてい）にて室内に充満したLPガスに、何らかの着火源から引火し、2度の爆発により火災が発生し、満水亭は全壊した。この事故で客や従業員ら死者14人、負傷者27人を出した。事故発生前の工事で作業員が調理器具を繋ぐ末端のガス栓を閉めずに器具の撤去を行い、このため一部のガス栓が開いたままの状態となり、そこから事故当日にガスが一気に漏出し、引火したのが原因。
サン・フアン・イスアテペク爆発事故（1984年11月19日）
メキシコ・メヒコ州トラルネパントラ・デ・バス市、死者500人から600人（推定） / 負傷者5000から7000人（推定）
液化石油ガス貯蔵施設で、パイプから漏れたガスが150m大の可燃性蒸気の雲となって、さらに何らかの理由で引火。沸騰液膨張蒸気爆発（BLEVE）によって上空500mに直径300mの火球が発生して周囲のタンクを飲み込みながら誘爆を起こし、5時間にわたる大規模火災となった。犠牲者のほとんどは熱放射により燃え尽きてしまい、回収された遺体のうち身元が確認できたのは2%だけであった。
マイナー・スケール（1985年6月27日）
アメリカ合衆国・ニューメキシコ州トゥラロサ盆地（ホワイトサンズ・ミサイル実験場）、死傷者なし
小型の核弾頭の爆発をシミュレートするために計画・実行された。目的は各種兵器に対する爆発の影響調査で、特に当時開発中だったミゼットマンミサイルの発射装置が主要目的だった。TNT火薬で4kt相当のアンホ爆薬を爆発させた。
チャレンジャー号爆発事故（1986年1月28日）
アメリカ合衆国・フロリダ州ブレバード郡メリット島（ケネディ宇宙センター）、死者7人
スペース・シャトルチャレンジャー号が射ち上げから73秒後に分解し、7名の乗組員が犠牲になった。
ペプコン大爆発（1988年5月4日）
アメリカ合衆国・ネバダ州ヘンダーソン、死者2名 / 負傷者372人
PEPCONロケット燃料工場で火災が発生。チャレンジャー事故によるスペースシャトル計画凍結のため、出荷されずに工場建物内に保管されていた過塩素酸アンモニウム3,900トンが乾燥過程において炎上爆発した。この爆発はコロラド州の国立地震情報センターでマグニチュード3.0 - 3.5の規模の地震であると観測され、工場から16km離れたラスベガス市街地にも被害を及ぼした。

## 1990年代
グアダラハラ爆発事故（1992年4月22日）
メキシコ・グアダラハラ、死者206名 / 負傷者約500名
パイプラインの腐食によりガソリンが漏出、水道管や下水管に流入し、30℃を超す高温により揮発、引火し爆発。約15,000名が家を失った。
炮台山爆破工事（1992年12月28日）
中華人民共和国・広東省珠海郊外、死傷者なし
空港（現在の珠海金湾空港）建設のために陸軍工兵によって爆破工事が行われた。準備は10ヶ月間かけて行われ、規模はTNT火薬12,000t相当で当時世界最大とされる。
長征3Bロケットの爆発（1996年2月14日）
中華人民共和国・四川省涼山彝族自治州、死亡6名 / 負傷57名
西昌衛星発射センターから打ち上げられた長征3Bロケットが制御不能となり、同センターに隣接する作業員宿舎地区に墜落・爆発した。強い腐食性を持つ非対称ジメチルヒドラジンが一帯に飛散し、住居80棟以上が破壊された。当局は現場を封鎖して証拠隠滅を図ったが、すぐに世界の知るところとなった。当初は死者約500名との報道もあったが、当局はこれを否定している。

## 2000年代
エンスヘデ花火倉庫爆発事故（2000年5月13日）
オランダ・エンスヘデ、死者23人 / 負傷者947人
不正に花火を大量に保管していた倉庫が火災により爆発。消防士4人も犠牲となった。
ブラジルロケット爆発事故（2003年8月22日）
ブラジル・マラニョン州アルカンタラ射場、死者21人
ブラジル宇宙機関のVLS-1（VLS-1 V03）ロケットが爆発。
龍川駅列車爆発事故（2004年4月22日）
北朝鮮・平安北道龍川郡、死者161人以上 / 負傷者1,200人以上
硝酸アンモニウムと石油を積んだ貨物列車同士が衝突し、線路脇の電柱が倒れて電線がショートしたことにより炎上爆発。
バンスフィールド爆発事故（2005年12月11日）
イギリス・ハートフォードシャーにある石油貯蔵施設で燃料漏れから貯蔵タンクが爆発。死者こそ出なかったものの爆発時の衝撃はマグニチュード2.4を記録しフランスやオランダにまで到達、火災による煙が衛星写真からも確認できる甚大な被害に及んだ。

## 2010年代
ブラザヴィル弾薬庫爆発事故（2012年3月4日）
コンゴ共和国・ブラザヴィル、死者250人以上 / 負傷者1500人以上
軍の弾薬庫が爆発。
テキサス州肥料工場爆発事故（2013年4月17日）
アメリカ合衆国・テキサス州マクレナン郡ウエスト、死者15人 / 負傷者300人以上
化学肥料工場の爆発。放火または故意による爆発と断定されている。
ラック・メガンティック鉄道事故（2013年7月6日）
カナダ・ケベック州ラック・メガンティック、死者40人 / 行方不明者7人
原油を積んだ貨物列車がブレーキの解除により無人状態で暴走、脱線し、原油に引火し爆発。
2015年天津浜海新区倉庫爆発事故（2015年8月12日）
中華人民共和国（中国）・天津市浜海新区、死者165人 / 負傷者798人 / 行方不明者8人
天津港の港湾地区内の危険物倉庫でニトロセルロースが発火、近隣の他の危険物にも引火し大爆発が発生した。

## 2020年代
ベイルート港爆発事故（2020年8月5日）
レバノン・ベイルート、死者218人 / 負傷者7,000人以上
倉庫に6年間保管された2,750tの硝酸アンモニウムによる爆発出力は0.5 - 1.1 kt（TNT換算）と推定されている。最大推定値の1.1 kt は、広島に投下されたリトルボーイ（15 kt）の14分の1に相当する。
赤道ギニアバタ市内の爆発事故（2021年3月7日）
赤道ギニア、バタ市、死者105人、負傷者615人
バタ市の軍基地内で爆発が発生。原因はダイナマイトや発火装置の取り扱いミスと発表されている。
ナイジェリアで発生したタンクローリーの爆発事故（2024年10月15日）
ナイジェリア・ジガワ州、死者140人以上
横転したタンクローリーから燃料を取ろうとした住民が爆発に巻き込まれる。140人以上が死亡。